# Kristel Viigipuu
Kristel Viigipuu (* 19. August 1990 in Tartu) ist eine estnische Biathletin.

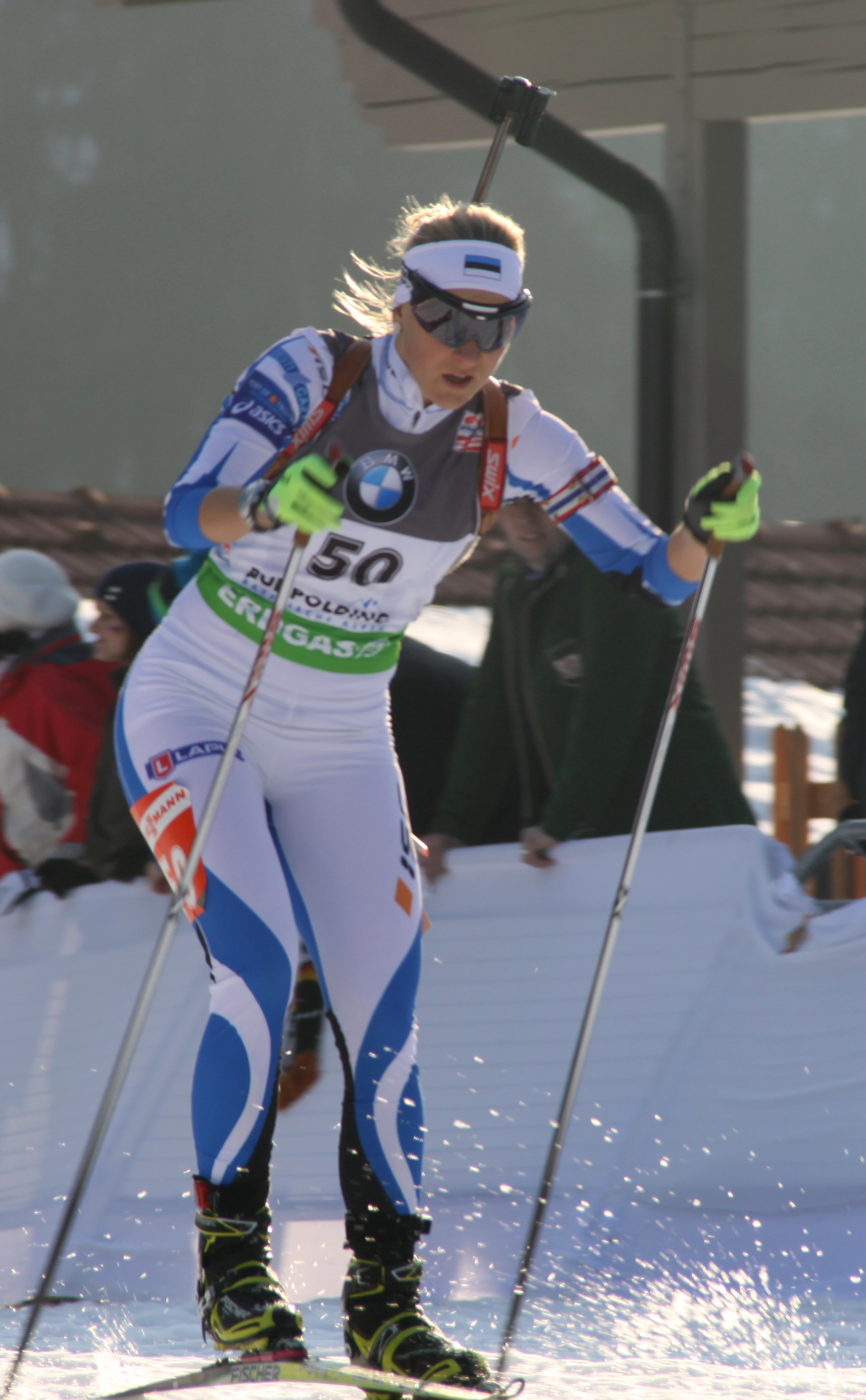
Kristel Viigipuu bei der WM Ruhpolding 2012

Kristel Viigipuu vom SK Elva bestritt ihre ersten internationalen Rennen im Rahmen der Junioren-Weltmeisterschaften 2008 in Ruhpolding, bei denen sie 50. des Einzels und 68. des Sprints wurde. 2010 nahm sie in Torsby zum zweiten Mal an einer Junioren-WM teil. In Schweden belegte sie mit den Plätzen sieben im Einzel und sechs im Sprint gute Resultate, fiel in der Verfolgung aber auf den 25. Platz zurück. Auch im heimischen Otepää nahm sie im selben Jahr bei den Junioren-Europameisterschaften teil, wo sie Platz neun im Sprint und acht in der Verfolgung belegte, 29. im Einzel und mit der estnischen Mixed-Staffel Elfte wurde.
An den ersten Rennen im Rahmen des IBU-Cups nahm Viigipuu 2009 in Idre teil. Schon zu den ersten Weltcup-Rennen der Saison 2009/10 konnte die Estin ihr Debüt im Weltcup feiern. In Östersund lief sie im Sprint auf den 108. Platz und wurde mit Kadri Lehtla, Sirli Hanni und Elisabeth Juudas im Staffelwettbewerb 19. In Ruhpolding erreichte sie mit Platz 98 2010 ein erstes zweistelliges Resultat, noch besser verliefen die Olympischen Winterspiele 2010 in Vancouver, wo sie 83. im Sprint wurde und mit Lehtla, Hanni und Eveli Saue 18. im Staffelrennen. Nach den Wettbewerben in Vancouver startete Viigipuu bei den Biathlon-Europameisterschaften 2010 in Otepää. Sowohl im Einzelwettbewerb als auch im Sprint belegte sie den 45. Platz. Mit der estnischen Staffel wurde sie Fünfte. In der Saison 2010/11 erkämpfte sie sich bei den Biathlon-Weltmeisterschaften 2011 im russischen Chanty-Mansijsk mit Platz 55 im Einzelwettbewerb ihre bisher beste Platzierung in einem Weltcupwettbewerb. Im Sprintwettbewerb belegte sie den 80. Platz. Zum Auftakt der Saison 2011/12 gewann sie beim Einzelwettbewerb im schwedischen Östersund als 38. die ersten Weltcuppunkte in ihrer Karriere. 

## Biathlon-Weltcup-Platzierungen
Die Tabelle zeigt alle Platzierungen (je nach Austragungsjahr einschließlich Olympische Spiele und Weltmeisterschaften).
- 1.–3. Platz: Anzahl der Podiumsplatzierungen
- Top 10: Anzahl der Platzierungen unter den ersten zehn (einschließlich Podium)
- Punkteränge: Anzahl der Platzierungen innerhalb der Punkteränge (einschließlich Podium und Top 10)
- Starts: Anzahl gelaufener Rennen in der jeweiligen Disziplin

| Platzierung         | Einzel | Sprint | Verfolgung | Massenstart | Staffel | Gesamt |
| ------------------- | ------ | ------ | ---------- | ----------- | ------- | ------ |
| 1. Platz            |        |        |            |             |         |        |
| 2. Platz            |        |        |            |             |         |        |
| 3. Platz            |        |        |            |             |         |        |
| Top 10              |        |        |            |             |         |        |
| Punkteränge         | 2      |        |            |             | 30      | 32     |
| Starts              | 13     | 33     | 1          |             | 30      | 77     |
| Stand: Karriereende |        |        |            |             |         |        |